# Гайс (Швейцария)
Гайс (нем. Gais) — коммуна в Швейцарии, в полукантоне Аппенцелль-Ауссерроден. 
Население составляет 2826 человек (на 31 декабря 2006 года). Официальный код  —  3022.